# Pogonioefferia splendens
Pogonioefferia splendens là một loài ruồi trong họ Asilidae. Pogonioefferia splendens được Williston miêu tả năm 1901. Loài này phân bố ở vùng Tân nhiệt đới.